# Enrique Boula Senobua
Enrique Boula Senobua, meglio noto come Kike (Malabo, 17 novembre 1993), è un calciatore equatoguineano con cittadinanza spagnola, centrocampista del Naval Reinosa.